# 12035 Ruggieri
12035 Ruggieri este un asteroid din centura principală de asteroizi.

## Descriere
12035 Ruggieri este un asteroid din centura principală de asteroizi. A fost descoperit pe 1 februarie 1997 la Pianoro de Vittorio Goretti. El prezintă o orbită caracterizată de o semiaxă mare de 2,43 ua, o excentricitate de 0,08 și o înclinație de 1,3° în raport cu ecliptica.